# Paralcidia colpochlaena
Paralcidia colpochlaena là một loài bướm đêm trong họ Geometridae.